# Секст Юлий Цезарь (консул 91 года до н. э.)
Секст Юлий Цезарь (лат. Sextus Iulius Caesar; умер в 90 году до н. э.) — древнеримский политический деятель и военачальник из патрицианского рода Юлиев, консул 91 года до н. э., участник Союзнической войны.

## Происхождение
Секст Юлий Цезарь принадлежал к древнему патрицианскому роду, представители которого возводили свою генеалогию к богине Венере через Энея. Юлии занимали высшие должности Римской республики, начиная с 489 года до н. э., но позже на долгое время исчезли из источников. О происхождении Секста Юлия точно известно только одно: его отец носил преномен Гай. Немецкий исследователь Ф. Мюнцер пишет, что Секст мог быть братом Гая Юлия Цезаря, наместника Азии в 90-е годы до н. э., шурина Гая Мария и отца диктатора Гая Юлия Цезаря. По словам Мюнцера, ничто не противоречит этой гипотезе, но ничто её и не подтверждает. При этом А. Егоров пишет об этом родстве как безусловном историческом факте. Троюродными братьями Секста могли быть Луций Юлий Цезарь (консул 90 года до н. э.) и Гай Юлий Цезарь Страбон Вописк.

## Биография
О жизни Секста Юлия до консулата источники ничего не сообщают. Предположительно в 100 году до н. э. он принял участие в решающей схватке сенатской «партии» со сторонниками народного трибуна Луция Аппулея Сатурнина. Марк Туллий Цицерон, перечисляя аристократов, явившихся к храму Санка, чтобы взять оружие из общественного хранилища, называет и «всех Юлиев». Не позже 94 года до н. э. Цезарь должен был занимать должность претора; это следует из даты его консульства и требований закона Виллия, установившего минимальные временные промежутки между магистратурами.
Коллегой Секста Юлия по консульству стал плебей Луций Марций Филипп. В 91 году до н. э. произошло обострение внутриполитической борьбы в Риме, связанное с попыткой народного трибуна Марка Ливия Друза провести реформы и с претензиями союзников на гражданство. Известно, что весной союзники планировали принести обоих консулов в жертву во время праздника на Альбанской горе, но Друз предупредил об этом Филиппа. В связи с дальнейшими бурными событиями Секст Юлий не упоминается, так что его, возможно, по какой-то причине не было в Риме. Принятые было законы Друза из-за противодействия его врагов, возглавленных Филиппом, были отменены, сам трибун погиб от рук убийцы, а италики в ответ подняли восстание. Римскую армию в этой войне возглавили консулы следующего года, Луций Юлий Цезарь и Публий Рутилий Луп.
Аппиан Александрийский, описывая военные действия 90 года до н. э., по ошибке называет одного из командующих Секстом Юлием: явно имеется в виду Луций Юлий. Но Секст тоже участвовал в войне. Он получил от сената полномочия проконсула и был направлен против города Аускул в Пицене, с которого началось восстание италиков. Он действовал успешно, и ему удалось осадить город, но вскоре Цезарь умер от болезни, успев передать командование Гаю Бебию. На его место из Рима был прислан Гней Помпей Страбон.

## Потомки
У Секста Юлия был сын того же имени, занимавший жреческую должность фламина. Сыном последнего был Секст Юлий Цезарь, квестор в 48 году до н. э. и наместник Сирии в 47—46 годах, ставший жертвой солдатского мятежа.